# Jaroslav Škarvada

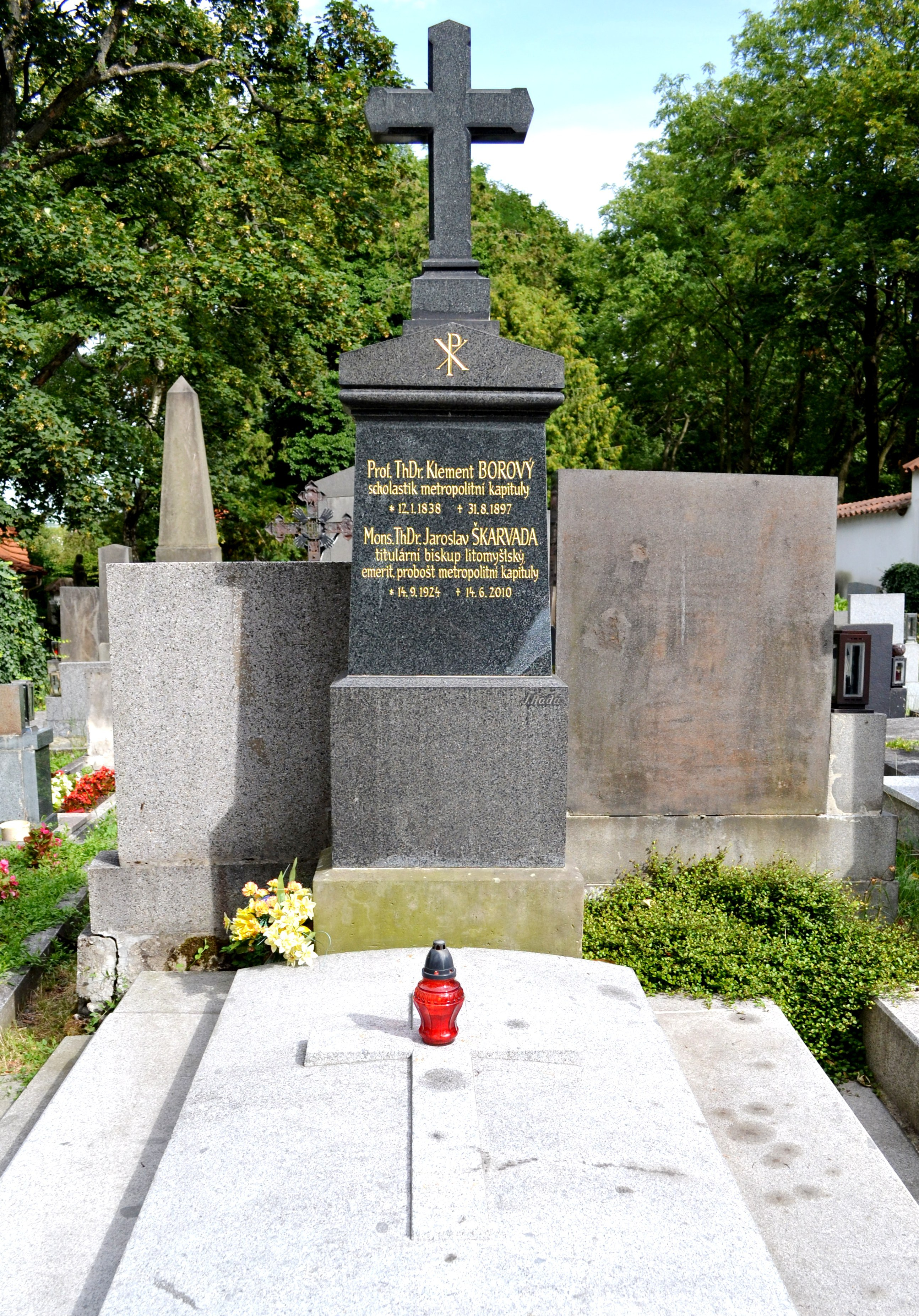
Hrob na hřbitově v Praze 6 – Břevnově

Jaroslav Škarvada (14. září 1924, Praha-Královské Vinohrady – 14. června 2010, Praha) byl postupně profesor křesťanské dogmatiky, sekretář kardinála Berana, koordinátor duchovní služby českých krajanů, spolupracovník vatikánského státního sekretariátu, titulární biskup litomyšlský a pomocný biskup pražský.
Jeho biskupským heslem bylo: Ut omnes unum sint („Aby všichni byli jedno“, Jan 17,21)

## Životopis
Narodil se jako nečekané dítě, protože jeho rodiče se předtím rozhodli, že děti mít nebudou. Rodiče byli věřící a doma se modlili, ale nechodili do kostela. Do kostela začali chodit teprve poté, co jeho otce nejprve zatklo a pak propustilo gestapo.
Maturitu složil na gymnáziu v roce 1943. Po zbytek 2. světové války vykonával pomocné práce v Ústavu pro ochranu rostlin. Souběžně chodil na přednášky do neakademického semináře Studia catholica. Od roku 1945 studoval papežskou Lateránskou a Gregoriánskou univerzitu v Římě a prošel českou papežskou kolejí Nepomucenum. Získal titul doktor teologie.
Na kněze byl vysvěcen 12. března 1949. Politická situace v Československu mu znemožnila návrat do vlasti. Pokračoval ve studiích, působil jako kaplan v San Vito al Tagliamento v Benátsku a poté, v letech 1955–1965, jako profesor dogmatiky v regionálním semináři v Chieti v Itálii.
Po celou dobu pobytu kardinála Josefa Berana v Římě od roku 1965 až do jeho smrti v roce 1969 byl jeho sekretářem. Podílel se s ním například na zakládání Českého náboženského střediska Velehrad v Římě. V letech 1970–1991 byl spolupracovníkem vatikánského státního sekretariátu. Od roku 1968 byl koordinátorem duchovní služby českých krajanů po celém světě, přitom vznikla síť až 50 misijních středisek. Kontakt s emigranty nebyl zcela v souladu s východní politikou Vatikánu. To se změnilo teprve nástupem papeže Jana Pavla II. Titulárním biskupem litomyšlským s pověřením pastorace českých krajanů ve světě byl jmenován 18. prosince 1982, biskupské svěcení přijal od papeže Jana Pavla II. v bazilice svatého Petra 6. ledna 1983. Jeho příspěvky se objevovaly v českém vysílání Vatikánského rozhlasu, Svobodné Evropy a Hlasu Ameriky. Byl nadšeným příznivcem Druhého vatikánského koncilu.
Československo měl příležitost krátce navštívit v roce 1967 na pohřeb svého otce. Znovu a trvale se vrátil do vlasti s koncem roku 1989 na pozvání kardinála Tomáška. Aktivně se účastnil dění v roce 1989, v listopadu se podílel na přípravách svatořečení Anežky České, setkal se s Václavem Havlem, sepsal pro papeže zprávu o dění v Československu a později mu předal pozvání již prezidenta Václava Havla k návštěvě země.
28. srpna 1991 byl jmenován pražským pomocným biskupem. Od listopadu 1991 do února 2001 byl generálním vikářem pražské arcidiecéze. Od ledna 1993 do září 2002 byl proboštem Metropolitní kapituly u sv. Víta v Praze. Úřadu biskupa byl na základě standardní žádosti po dosažení 75 let věku zproštěn 25. září 2002, některé biskupské úkony, například biřmování, vykonával jakožto emeritní biskup příležitostně i nadále.
18. prosince 2003 byl jmenován apoštolským delegátem Řádu křižovníků s červenou hvězdou, kde z důvodu problémů řádu zjištěných při vizitaci převzal pravomoci velmistra Jiřího Kopejska a dostal za úkol zdokumentovat situaci a stabilizovat řád.

## Hodnocení a vyznamenání
Při jedné ze svých cest v 60. letech byl ve městě Warsaw v Severní Dakotě jmenován čestným náčelníkem indiánského kmene Chippewa a obdržel čestné jméno Clear Sky (Jasné nebe).
Dne 7. března 1998 obdržel v Míčovně Pražského hradu čestnou medaili T.G. Masaryka Masarykova demokratického hnutí.
28. října 2003 mu prezident Václav Klaus udělil Řád T. G. Masaryka III. třídy za vynikající zásluhy o demokracii a lidská práva.
Býval charakterizován jako radostný a vlídný člověk a „nenapravitelný optimista“.